# マーク・ローバー
マーク・ローバー (Mark Rober、1980年または1981年) は、アメリカ合衆国のYouTuber、エンジニア、発明家。 
主に、通俗科学や自作のガジェットに関する創造的なアイデアの動画で知られる。NASAのジェット推進研究所でのキュリオシティ開発やAppleのスペシャルプロジェクトグループの製品デザインに携わっていた経歴もある。2019年10月にはMrBeastとともに環境基金調達チーム#teamtreesを立ち上げている。

## 生い立ち
カリフォルニア州オレンジ郡で育つ。 子供の時から、玉ねぎを切る際に涙が出ないようにするゴーグルを作るなど、工作を始めた。ブリガムヤング大学で機械工学の学位を取得し、南カリフォルニア大学で修士号を取得している。 

## キャリア

### 初期のキャリア（NASA）
2004年にNASAのジェット推進研究所（JPL）に入職し、9年間働く。そのうち7年間は現在火星にあるキュリオシティの研究に参加。AMT、GRAIL、Soil Moisture Active Passive、マーズ・サイエンス・ラボラトリーなど、いくつかのJPLミッションでハードウェアを設計および提供した。NASAにいる間、「JPL Wired」の主要な設計者の1人だった。企業の知識を獲得するための「イントラペディア」を開発するために、ハイテク組織にwikiテクノロジーを適用することに関する事例研究を発表した。  

### YouTubeチャンネル、科学コミュニケーション
NASAに在籍中、爆発的に人気に火がつくバイラルビデオの制作を開始する。その動画の内容は多種多様なトピックをカバーし、エイプリルフールのいたずらアイデアを刺激し、脱出ルームを制覇したり、動物園で霊長類を非侵襲的に撮影したりするようなトリックについて教えている。彼は科学を推奨し、サメが水中の血液の臭いを嗅ぐ能力、流動砂、浄水をテストするビデオなど、科学に基づく知識を活用したビデオを作成している。 
2011年には、最初のYouTube動画を作成。内容は、2台のiPadを使用して彼の体に穴が空いており、穴を通して向こう側が見える錯覚効果のあるハロウィン衣装作成である。彼は上記の「胴体にぽっかりと穴」コスチュームのビデオをYouTubeに投稿し、たった一日で150万再生を獲得する爆発的な人気となった。翌年、ビデオと同じコンセプト（ローバーが特許を取得）に基づいてハロウィーンコスチュームを専門とするオンラインハロウィーンコスチューム会社Digital Dudzを立ち上げた。同社は最初の3週間の運用で25億ドルの収益を上げ、2013年までに彼のアプリ統合コスチュームはParty Cityなどの小売店で販売された。コスチュームは、CBSニュース 、CNN、ジェイレノショー、フォックス、Yahoo!ニュース、Discovery Channel、The Today Show、GMAなどのニュースチャンネルで広く取り上げられた。そして2013年、同社をイギリスのコスチューム会社であるMorphsuitsに売却した。 
2018年12月に、小包泥棒に対してグリッターの粉末や悪臭スプレーを噴射して足取りを記録する装置の動画を作成し、1日で2,500万回の再生回数を記録した。後に、2人の窃盗犯は実際に彼がパッケージ泥棒を捕まえるのを手伝うために雇った人の友人であることに気づき、録画に記録された5件の事件のうち2件を取り下げた。2019年12月にこのビデオのフォローアップを投稿し、マコーレー・カルキンとチームを組み、改良されたデザインを特集している。 
YouTubeに加えて、Men's Healthに記事を寄稿し、2015年にはTEDxで「How to Come Up with Good Ideas 」と、もう1つは「スーパーマリオエフェクト効果-脳をだましてもっと学ぶ 」と題したプレゼンテーションを行った。また、ジミー・キンメル・ライブ!にも数多く出演している。2018年、ローバーはアップル社用に密かに、仮想現実プロジェクトに取り組んでいたことが報告された。これには、ローバーが2つの仮想現実関連の特許を作成した自動運転車向けのオンボードエンターテインメントが含まれる。ローバーは2015年からAppleで働いており、特別プロジェクトグループのプロダクトデザイナーとして4年間を費やしていたが、2020年の初めに離職した。2020年に、ローバーはジミー・キンメルと共にディスカバリーチャンネルの隠しカメラショーに出演した。 
2019年10月、YouTubeコミュニティは、MrBeastとローバーが組織したMrTeastが2000万本の木を植えるべきだと提案されたツイートに従い、2019年10月に#TeamTreesというプロジェクトを発表した。MrBeastとローバーは、これを実現するために世界中のYouTuberと提携した。このプロジェクトの目標は、2020年までにアーバーデイ財団のために2,000万ドルを調達することだった。その代わりに、アーバーデイ財団は、調達した1ドルごとに1本の木を植えた。プロジェクトに参加した注目のYouTuberは、iJustine、スローモガイズ, マルケス・ブラウンリー、ハンナ・ストッキング、ピューディパイ、The Try Guys、AsapScience、Smarter Every Day、How Ridiculous、Half as Interesting、Life Noggin、It's Okay to be Smart、HowToBasicである。 

## 私生活
2015年にカリフォルニア州サニーベールの街に引っ越し、妻と息子と暮らしている。自閉症についての意識を高めるために、ローバーは自閉症を持つ息子について言及した上、自閉症の人々へのサポートをツイートした。 